# Sony Pictures Studios
I Sony Pictures Studios sono un complesso di studi cinematografici e televisivi americani situati a Culver City, California, al 10202 di West Washington Boulevard e delimitato da Culver Boulevard (a sud), Washington Boulevard (a nord), Overland Avenue (a ovest) e Madison Avenue (a est). Fondata nel 1912, la struttura è attualmente di proprietà della Sony Pictures e ospita gli studi cinematografici della divisione, come Columbia Pictures, TriStar Pictures e Screen Gems. Il complesso è stato la sede originaria della Metro-Goldwyn-Mayer dal 1924 al 1986 e della Lorimar-Telepictures dal 1986 al 1988.
Oltre ai film, nella struttura vengono trasmessi in diretta o registrati anche diversi programmi televisivi. Il lotto, aperto al pubblico per visite guidate giornaliere, ospita attualmente un totale di sedici teatri di posa separati.

## Storia

### Primi anni (1912–1924)

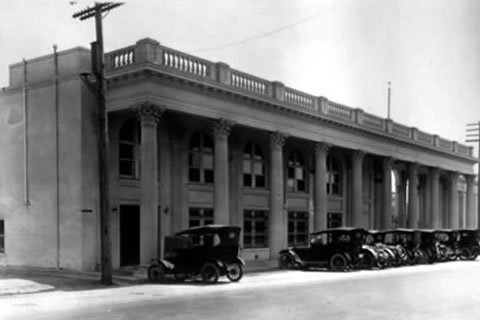
Fotografia del colonnato originale della Triangle Film Corporation. 1916 circa

Nel 1912 il regista Thomas H. Ince costruì i suoi pionieristici studi di Inceville a Pacific Palisades, Los Angeles. Mentre Ince stava girando a Ballona Creek nel 1915, Harry Culver, il padre fondatore di Culver City, convinse Ince a trasferire Inceville a Culver City. Nello stesso periodo, Ince co-fondò la Triangle Film Corporation e furono aperti i Triangle Studios con il loro caratteristico ingresso formato da un colonnato greco. Il colonnato si erge ancora oggi di fronte a Washington Boulevard ed è un punto di riferimento storico di Culver City.
Ince aggiunse alcuni stage e un edificio amministrativo prima di vendere tutto ai suoi soci DW Griffith e Mack Sennett, trasferendosi poco più avanti lungo la strada dove costruì i Culver Studios. Nel 1918, i Triangle Studios furono invece venduti al produttore cinematografico Samuel Goldwyn che aggiunse ulteriori teatri di posa prima di vendere le sue azioni dei Samuel Goldwyn Studio, struttura che possedeva a West Hollywood.

### MGM Studios/Lorimar-Telepictures Studios/Lorimar Studios (1924–1990)

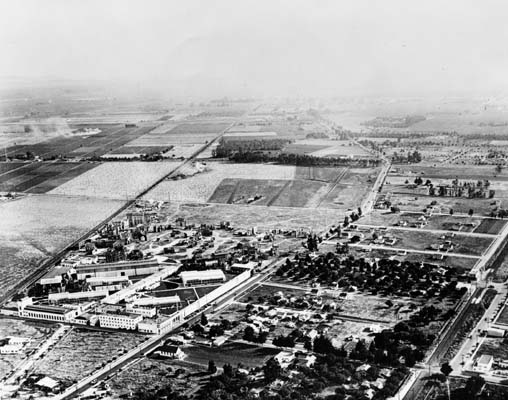
Ripresa aerea dei Goldwyn Studios, 1922 circa

Nel 1924, il presidente della Loew's, Marcus Loew organizzò le fusioni e le acquisizioni di tre società cinematografiche, la Metro Pictures, la Goldwyn Pictures e la Louis B. Mayer Pictures formando così la Metro-Goldwyn-Mayer che stabilì la propria sede nei nuovi studi di produzione della Goldwyn.
Nel cinema classico Hollywoodiano, gli MGM Studios erano responsabili delle riprese di 52 film all'anno, da pellicole epiche come Ben-Hur e Gli ammutinati del Bounty, a drammi da salotto come Grand Hotel, Cena alle otto e Anna Karenina. Ma furono i musical in Technicolor, tra cui Il mago di Oz, Cantando sotto la pioggia e Gigi, a rendere famosa la MGM. Il successo riscontrato portò alla creazione di sei complessi di studi cinematografici, che occupavano una superficie di 72,84 ha, con ventotto teatri di posa. Il Teatro 15 è il secondo teatro di posa più grande del mondo, mentre il Teatro 27 è stato utilizzato come "Munchkinland" nella produzione del Mago di Oz.
Oltre all'edificio di produzione principale, la MGM aggiunse altre due grandi strutture di backlot, il Lotto 2 situato di fronte allo studio principale, dall’altra parte di Overland Avenue. Il Lotto 3 si trovava invece all'angolo tra Jefferson Boulevard e Overland Avenue che divenne il più grande backlot della MGM. L'edificio amministrativo fu inaugurato invece nel 1938 e prese il nome da Thalberg.
Nel 1948, il caso antitrust tra degli Stati Uniti contro la Paramount Pictures, Inc. portò alla rescissione dei legami tra la MGM e la Loews Theaters.
Il 10 agosto 1965, un enorme incendio distrusse il Vault #7 nel lotto 3, causando la perdita di centinaia di film dell'era del muto, tra cui il film del 1927 di Lon Chaney London After Midnight, fortunatamente però la maggior parte dei film muti sopravvissero all'incendio. Nel 1969, il milionario Kirk Kerkorian acquistò la MGM e procedette allo smantellamento di parte degli studios. I cimeli cinematografici furono venduti tramite un'asta durata 18 giorni, così come i 150.000 m² dei backlot. Il lotto 3 fu quindi raso al suolo, mentre il lotto 2 fu venduto per la realizzazione di complessi residenziali. Kerkorian utilizzò il denaro ricavato per costituire la MGM Resorts International.
Nel 1981, la Tracinda Corporation di Kerkorian acquisì la United Artists fondendola con la MGM, dando vita alla MGM/UA Entertainment Co. Nel 1986 vendette poi la MUEC a Ted Turner, che dopo 74 giorni vendette la MGM/UA di nuovo a Kerkorian, mantenendo però il catalogo di film realizzati della MGM precedentemente al 1986. Nel 1986, il lotto dello studios fu venduto alla Lorimar-Telepictures. Durante quel periodo, il logo della MGM venne rimosso e spostato dall'altra parte della strada al Filmland Building (ora noto come Sony Pictures Plaza), iniziando il cammino che lo porterà nel 1992 a Santa Monica, nel 2003 a Century City e infine nel 2011 a Beverly Hills, dove si trova l'attuale sede della MGM.

### Columbia Studios/Sony Pictures Studios (1990-presente)

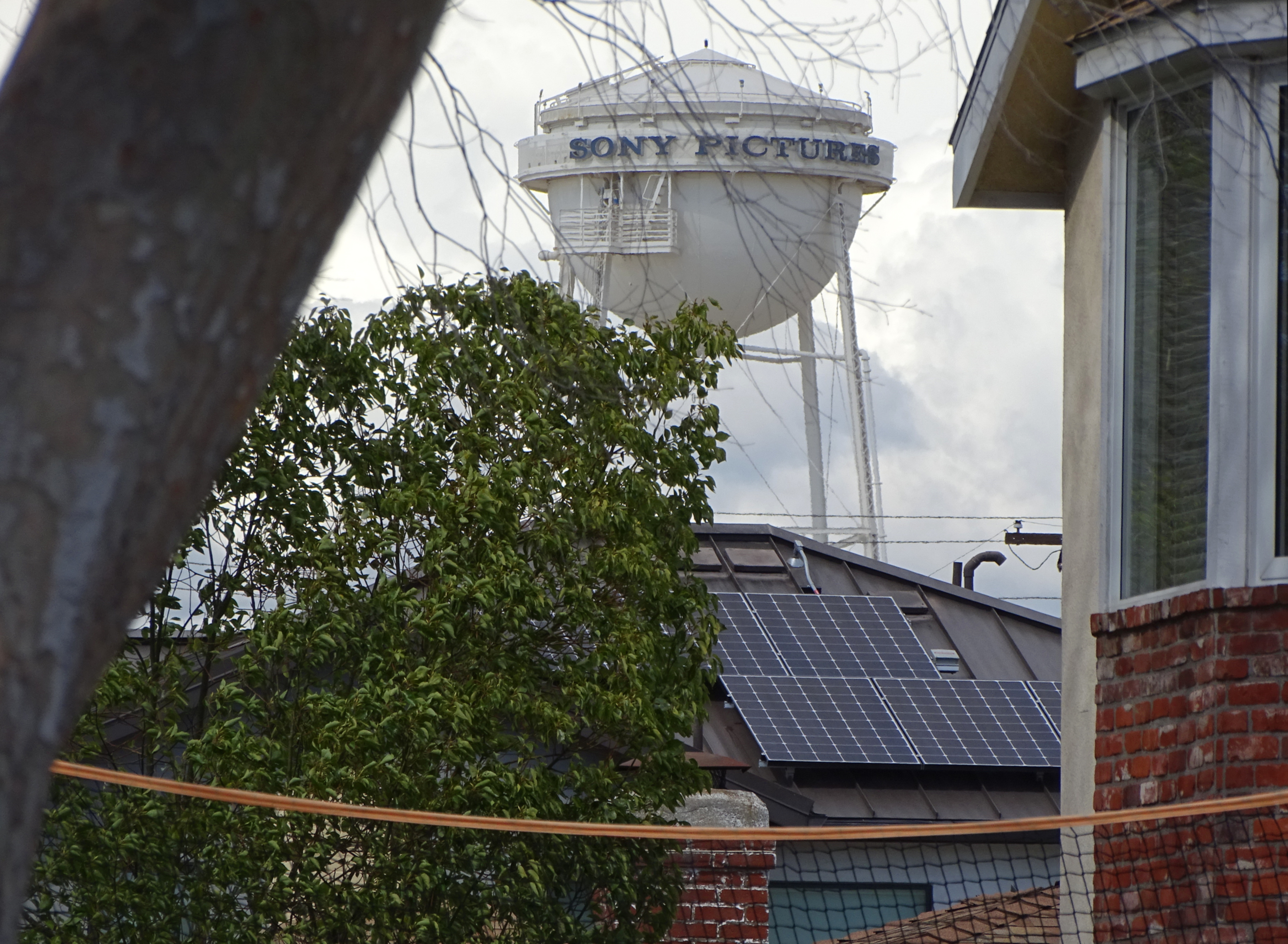
Torre dell'acqua al centro del complesso degli studi cinematografici della Sony Pictures

Nel 1988, la Warner Communications acquisì la Lorimar-Telepictures due anni prima di fondersi con la Time Inc., diventando così la Time Warner (oggi Warner Bros. Discovery). L'anno seguente, la Sony assunse i produttori Jon Peters e Peter Guber per dirigere la Columbia Pictures Entertainment appena acquisita, nonostante avessero un contratto con la Warner Bros. Per risolvere questo problema, la Warner vendette il suo lotto Lorimar alla Columbia. A partire dal 1972, la Columbia Pictures e la Warner Bros. che navigavano in cattive acque diedero vita ad una partnership con il nome di The Burbank Studios, che le portò a condividere gli studios della Columbia (il Columbia Ranch e rinominato appunto The Burbank Studios, da non confondere con gli studi con lo stesso nome situati in West Alamedia Avenue) situato a Burbank. Nel 1990 sotto la Sony vendette la sua quota dei The Burbank Studios a seguito della questione Guber-Peters e trasferì la sede della Columbia a Culver City.
La proprietà appena acquistata, che versava in pessime condizioni, fu inizialmente ribattezzata Columbia Studios, e la Sony investì inizialmente 100 milioni di dollari per ristrutturare il complesso degli studi. La proprietà diede vita inoltre ad un piano triennale che prevedeva la completa trasformazione dei 18,21ha del Complesso dei Sony Pictures Studios. Gli edifici, molti dei quali portavano ancora i nomi di attori cinematografici della MGM come Clark Gable, Judy Garland, Rita Hayworth e Burt Lancaster, vennero dipinti e ristrutturati. Intorno al lotto vennero eretti nuovi muri e i cancelli in ferro vennero restaurati. Furono aggiunti elementi art déco e finte facciate su Main Street, oltre a murales dipinti a mano raffiguranti manifesti cinematografici della Columbia.
Molti spettacoli televisivi tra cui il gioco di lunga data Jeopardy! (ospitato nello Studio 10, ribattezzato "The Alex Trebek Stage" nel luglio 2021) e La ruota della fortuna (ospitato nello Studio 11), insieme ai loro spin-off, sono stati registrati presso i Sony Pictures Studios dalla metà degli anni '90.

## Programmi registrati

### Drammi
- Close to Home - Giustizia ad ogni costo (2005–2007)
- The Guardian (2001–2004)
- Joan of Arcadia (2003–2005)
- Las Vegas (2003–2008)
- Cinque in famiglia (1994–2000)
- Masters of Sex (2013–2016)
- Ray Donovan (2013–2020)
- Insecure (2016–2021)
- For All Mankind (2019-presente)

### Game shows
- Ruota della fortuna (1995–presente, Studio 11)
- Jeopardy! (1994–presente, The Alex Trebek Stage; ex Studio 10)
- Wheel 2000 (1997–1998, Studio 11)
- Jep! (1998–1999, Studio 11)
- Rock & Roll Jeopardy! (1998–2001, Studio 11)
- Hollywood Showdown (2000–2001, Studio 11)
- Pyramid (2002–2004)
- American Gladiators (2008 revival, solo la stagione 1)
- Are You Smarter than a 5th Grader? (2010–2011)
- Sports Jeopardy! (2014–2016, The Alex Trebek Stage; ex Studio 10)
- Snoop Dogg Presents The Joker's Wild (2017–2019)
- Jeopardy! The Greatest of All Time (2020, The Alex Trebek Stage; ex Studio 10)
- Who Wants to Be a Millionaire (2020–2021; 2024–presente)
- Celebrity Wheel of Fortune (2021—presente, Studio 11)
- The Celebrity Dating Game (2021)
- Jeopardy! National College Championship (2022, The Alex Trebek Stage; ex Studio 10)
- Celebrity Jeopardy! (2022—present, The Alex Trebek Stage; ex Studio 10)
- Jeopardy! Masters (2023—presente, The Alex Trebek Stage; ex Studio 10)
- Pop Culture Jeopardy! (2024–presente, The Alex Trebek Stage; ex Studio 10)

### Reality
- Shark Tank (2014–2020, 2021—presente)
- The Gong Show (2017–2018)

### Sitcom
- Balki e Larry - Due perfetti americani (1986-1993)
- Gli amici di papà (1987-1993)
- 8 sotto un tetto (1989-1993)
- Una bionda per papà (1991-1993)
- Sposati... con figli (1994–1997)
- The King of Queens (1998–2007)
- That's My Bush! (2001)
- A casa di Fran (2005–2006)
- Cavemen (2007)
- Le regole dell'amore (2007–2013)
- Til Death - Per tutta la vita (2006–2010)
- The Goldbergs (2013–2023)
- Dr. Ken (2015–2017)
- Giorno per giorno (2017–2020)
- Live in Front of a Studio Audience (2019, 2021)

### Talk show
- Donny & Marie (1998–2000)
- The Queen Latifah Show (2013–2015)
- Chelsea (2016–2017)